# 北海道道284号深川停車場線
北海道道284号深川停車場線（ほっかいどうどう284ごう ふかがわていしゃじょうせん）は、北海道深川市内を結ぶ一般道道（北海道道）である。

## 概要

### 路線データ
- 起点：北海道深川市1条（JR北海道 函館本線・留萌本線 深川駅）
- 終点：北海道深川市3条（国道233号、北海道道47号深川雨竜線交点）
- 路線延長：0.2km（総延長）

## 歴史
- 1957年（昭和32年）7月25日 - 232号として路線認定[1]。
- 1994年（平成6年）10月1日 - 路線番号を284号に変更[2]。

この路線の前身は、1920年（大正9年）4月1日に認定された準地方費道44号深川停車場線である。

## 地理

### 通過する自治体
- 空知総合振興局
  - 深川市

### 交差する道路
深川市
- 国道233号 - 3条（終点）
- 北海道道47号深川雨竜線 - 3条（終点）

### 沿線にある施設など
深川市
- JR北海道 函館本線・留萌本線 深川駅 - 1条9番4号
- ローソン深川駅前店 - 2条8-16
- 北洋銀行深川支店 - 3条8-14